# Викерс 161
Викерс 161 (енгл. Vickers 161 COW Gun Fighter) је британски ловачки авион. Авион је први пут полетео 1931. године. 

Овај занимљив дизајн за пресретач бомбардера је комбиновао топ са потисним пропелером и двокрилном конфигурацијом. Због проблема са стабилношћу и застареле концепције се одустало од авиона.
Највећа брзина авиона при хоризонталном лету је износила 298 km/h.
Распон крила авиона је био 9,75 метара, а дужина трупа 7,16 метара.

## Наоружање
| Наоружање авиона: Викерс 161   |    |
| Ватрено (стрељачко) наоружање  |    |
| Топ                            |    |
| Број и ознака топа             | 1  |
| Калибар                        | 37 |
| Митраљез                       |    |
| Бомбардерско наоружање (бомбе) |    |
| Ракетно наоружање (ракете)     |    |